# Liste der Kulturdenkmäler in Sargenroth
In der Liste der Kulturdenkmäler in Sargenroth sind alle Kulturdenkmäler der rheinland-pfälzischen Ortsgemeinde Sargenroth aufgeführt. Grundlage ist die Denkmalliste des Landes Rheinland-Pfalz (Stand: 27. Oktober 2023).

## Denkmalzonen
| Bezeichnung                    | Lage                                           | Baujahr                  | Beschreibung | Bild |
| ------------------------------ | ---------------------------------------------- | ------------------------ | --- | ---- |
| Denkmalzone Burgruine Wildburg | südöstlich des Ortes auf der Wildburghöhe Lage | 13. oder 14. Jahrhundert | Ruine einer mittelalterlichen Höhenburg; Oberburg: Fels mit Bergfried, wohl aus dem 13. oder 14. Jahrhundert; Unterburg: unterer Teil des Burghofs mit Wall | BW   |

## Einzeldenkmäler
| Bezeichnung                   | Lage                                                                 | Baujahr               | Beschreibung | Bild                           |
| ----------------------------- | -------------------------------------------------------------------- | --------------------- | --- | ------------------------------ |
| Katholische St.-Josef-Kapelle | Hauptstraße 64 Lage                                                  | 1921                  | neugotische Saalkirche, Bruchstein-Mauerwerk, Schopfwalmdach mit Dachreiter, Architekt Dohmen                                                     | weitere Bilder Fotos hochladen |
| Bismarckturm                  | nördlich des Ortes an der K 56, 300 m nordöstlich der Nunkirche Lage | 1900–1902             | Aussichtsturm als Bruchsteinbau mit Dreiviertel-Rundpfeilern an den Kanten, nach dem Typenentwurf „Götterdämmerung“ des Architekten Wilhelm Kreis | weitere Bilder Fotos hochladen |
| Nunkirche                     | nördlich des Ortes (Hauptstraße 66) Lage                             | 12. Jahrhundert, 1745 | evangelische Pfarrkirche; Chorturm und Teile der Langhausmauer 12. Jahrhundert, Umbau und Verlängerung 1745; bauliche Gesamtanlage mit Friedhof   | weitere Bilder Fotos hochladen |